# George I al Marii Britanii
George I, în engleză George Louis, (n. 28 mai/7 iunie 1660, Hanovra, Principality of Calenberg⁠(d) – d. 11/22 iunie 1727, Osnabrück, Sfântul Imperiu Roman) a fost prinț elector al Sfântului Imperiu Roman, primul rege al Marii Britanii și al Irlandei din Casa de Hanovra, din 1 august 1714 până la moartea sa.

## Primii ani
George a fost primul fiul al lui Ernest Augustus, Duce de Braunschweig-Lüneburg și al Sofiei de Hanovra. Prin mama sa, George era strănepotul regelui Iacob I al Angliei.
În 1661 s-a născut fratele lui George, Frederick Augustus, și cei doi băieți (cunoscuți ca Görgen și Gustchen în familie) au crescut împreună. Mama lor a lipsit timp de un an de zile 1664-65 în timpul unei lungi vacanțe în Italia însă ea a corespondat regulat cu fii săi. După întoarcere Sofia a născut alți patru fii și o fiică. În scrisori Sofia l-a descris pe George drept un copil responsabil și conștiincios care ar putea fi un exemplu pentru frații lui mai mici.
Din cauza deceselor a doi unchi ai săi fără ca aceștia să lase moștenitori, George a devenit moștenitor atât al tatălui său cât și al teritoriilor unchilor săi. Tatăl lui George l-a luat la vânătoare și la călărie și i-a prezentat chestiuni militare; conștient de viitorul său nesigur, Ernest Augustus și-a luat fiul în vârstă de cincisprezece ani în campania din războiul franco-olandez cu scopul deliberat de a-l testa și de a-și forma militar fiul în luptă.

## Căsătoria

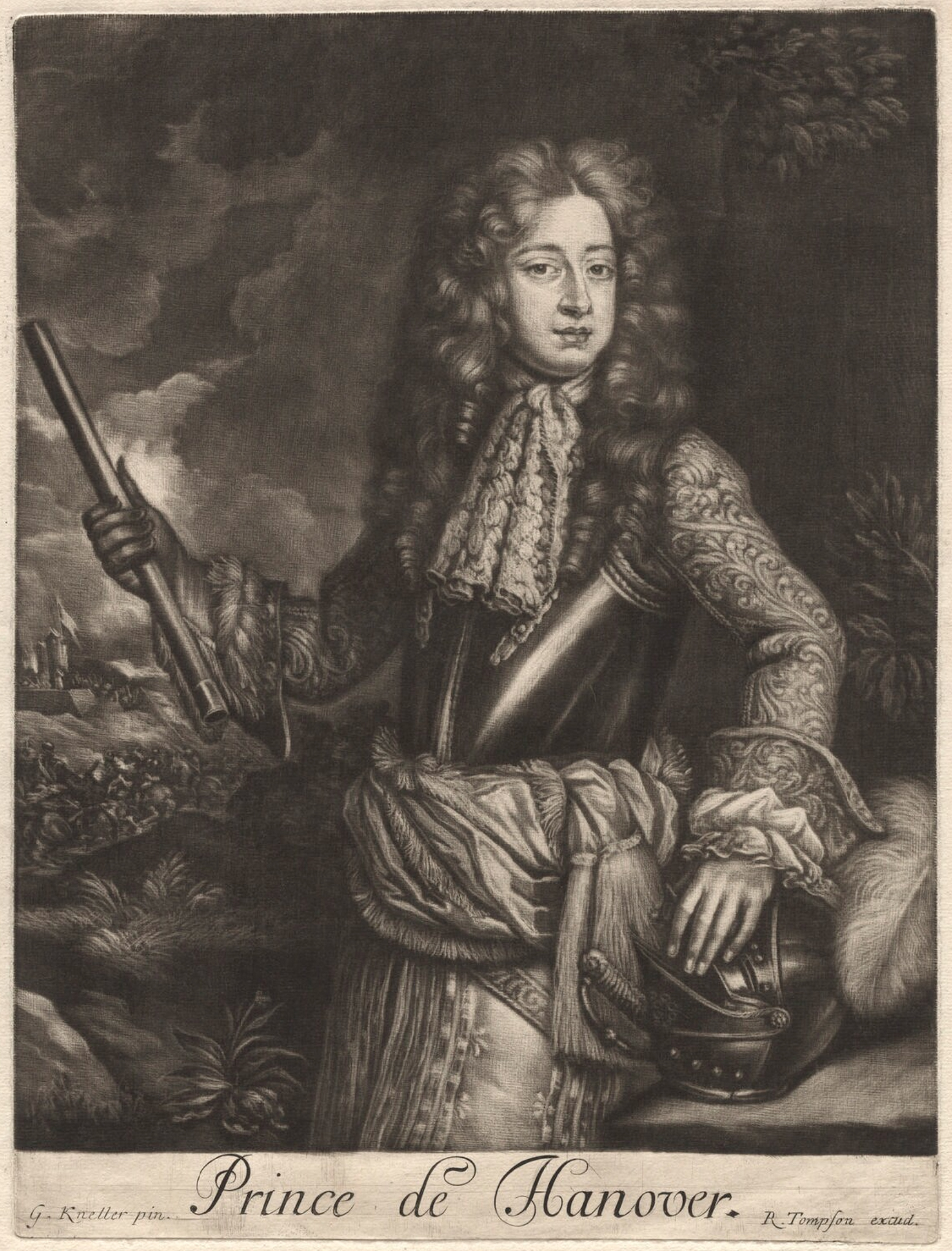
George în 1680, ca prinţ de Hanovra. După o pictură de Sir Godfrey Kneller.

La 1 decembrie 1682 se căsătorește cu verișoara sa primară Sophie-Dorothée de Braunschweig-Lüneburg. Anul următor, în 1683, George și fratele său au participat la Bătălia de la Viena în războiul turco-austriac iar Sophia Dorothea a născut un fiu, pe George Augustus. În 1687 se naște al doilea și ultimul copil al cuplului, o fată numită după mama sa, Sophia. George și Sophia Dorothea se înstrăinează unul de celălalt, George preferând compania metresei sale, Melusine von der Schulenburg, cu care a avut două fete în 1692 și 1693  iar Sophia Dorothea a avut o relație romantică cu contele suedez Philip Christoph von Königsmarck.  Potrivit unor surse diplomatice din partea dușmanilor Hanovrei, în iulie 1694 contele suedez a fost ucis, posibil cu complicitatea lui George, și corpul său îngreunat cu pietre a fost aruncat în râul Leine. 
Căsătoria lui George cu Sophia Dorothea a fost dizolvată, nu pe motiv că ambii au comis adulter, ci pe motiv că Sophia Dorothea și-a abandonat soțul.  Cu sprijinul tatălui ei, George a încarcerat-o pe Sophia Dorothea la Casa Ahlden în orașul ei natal, unde a rămas până când a murit, cu peste treizeci de ani mai târziu. I-a fost refuzat accesul la copii și la tatăl ei, i s-a interzis să se recăsătorească și i s-a permis numai să se plimbe neînsoțită în curtea conacului. Avea un venit, servitori, și a fost lăsată să meargă într-o trăsură în afara castelul ei, deși sub supraveghere.

## Elector de Hanovra

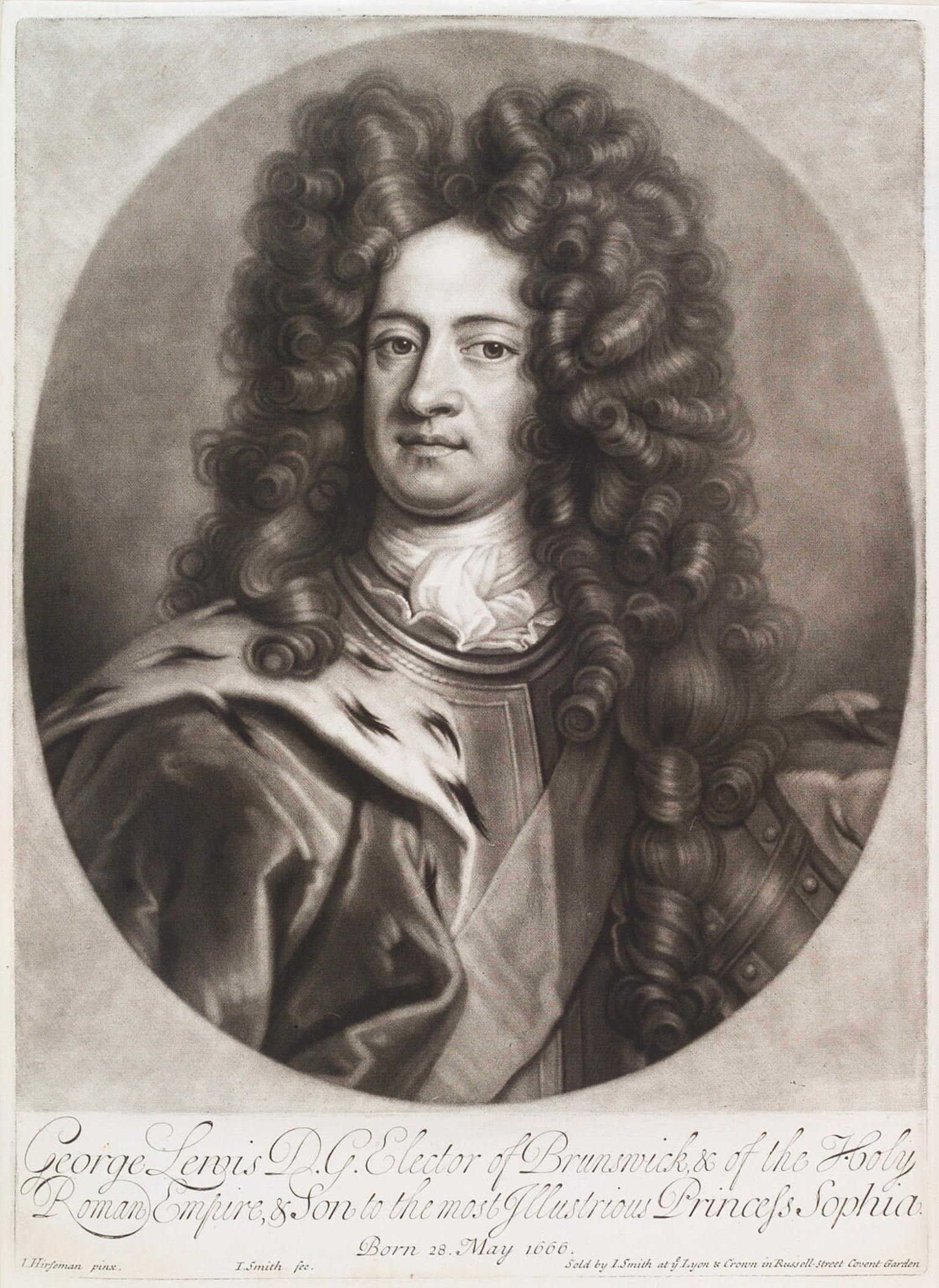
George în 1706, când era Elector de Hanovra.

Ernest Augustus a murit la 23 ianuarie 1698 lăsîmd toate teritoriile sale lui George cu excepția teritoriului de Osnabrück pe care-l deținea din 1661. George a devenit Duce de Brunswick-Lüneburg (cunoscut drept Hanovra, după capitala sa) și Prinț-Elector al Sfântului Imperiu Roman. Curtea sa de la Hanovra era înfrumusețată de multe figuri culturale, cum ar fi matematicianul și filozoful Gottfried Leibniz și compozitorii George Frideric Händel și Agostino Steffani.
La scurtă vreme după ascensiunea lui George, Prințul William, Duce de Gloucester, care era al doilea în linia de succesiune la tronurile Angliei și Scoției, a murit la vârsta de 11 ani. Prin termenii Act of Settlement din 1701, mama lui George, Sofia, a fost desemnată ca moștenitoare a tronului Angliei de către monarhul de atunci William al III-lea și de cumnata sa, Prințesa Anne (mai târziu regina Anne). Succesiunea a fost astfel desemnată deoarece Sofia era cea mai apropiată rudă protestantă a familiei regale britanice.
În august 1701, George a fost investit cu Ordinul Jartierei și, în termen de șase săptămâni, cel mai apropiat pretendent catolic la tronurile Angliei și Scoției, fostul rege Iacob al II-lea, a murit. Regele William al III-lea a murit în martie următor și a fost succedat de regina Anne. Sofia a devenit moștenitoare prezumptivă a noii regine a Angliei. Sofia avea 71 de ani, era mai în vârstă decât Anne cu 35 de ani, însă era sănătoasă și în formă și a investit timp și energie în asigurarea succesiunii pentru fiul ei.
La scurt timp după ascensiunea lui George pe tronul Hanovrei, a izbucnit Războiul Succesiunii Spaniole. În cauză era dreptul lui Filip, nepotul regelui Ludovic al XIV-lea al Franței, de a succeda la tronul Spaniei. Sfântul Imperiu Roman, Provinciile Unite din Olanda, Anglia, Hanovra și multe alte state germane s-au opus dreptul lui Filip de a succeda deoarece s-au temut că dinastia de Bourbon ar deveni prea puternică dacă ar fi controlat și Spania. Ca parte a efortului de război, George a invadat statul vecin, Brunswick-Wolfenbüttel, care era pro-francez. Invazia a reușit cu puține pierderi de vieți omenești. Ca recompensă, anexarea prealabilă la Hanovra a ducatului de Saxa-Lauenburg a unchiului lui George care a murit fără moștenitori, a fost recunoscută de către britanici și olandezi.

## Rege al Marii Britanii

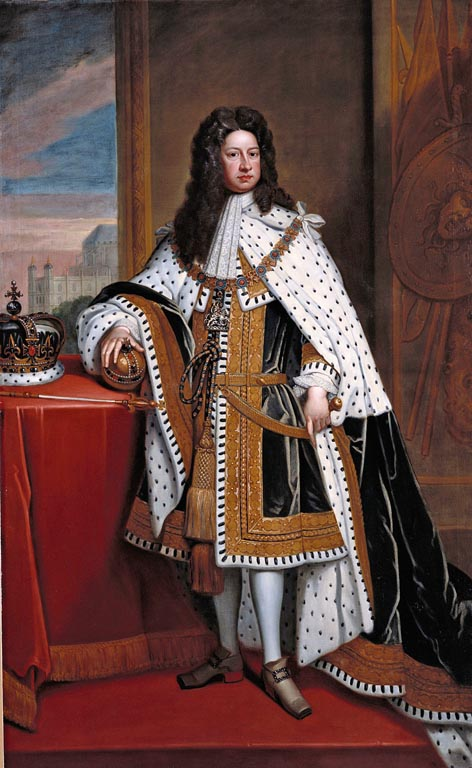
Regele George I al Marii Britanii

Deși atât Anglia cât și Scoția au recunoscut-o pe Anne ca regină a lor, numai parlamentul englez a recunoscut-o pe Sofia ca moștenitoare prezumptivă. Parlamentul scoțian nu a soluționat în mod oficial problema succesiunii pentru tronul scoțian. În 1703, parlamentul scoțian a trecut un proiect de lege care a declarat că alegerea lor pentru succesorul reginei Anne nu ar fi același individ ca succesor la tronul englez, cu excepția cazului în care Anglia acorda libertate deplină de comerț pentru comercianții din Scoția în Anglia și coloniile sale.
În cele din urmă, în 1707, ambele parlamente au ratificat Actul Uniunii care a unit Anglia și Scoția într-o singură entitate politică, regatul Marii Britanii și a stabilit reguli de succesiune. Mama lui George a murit la 28 mai 1714 la vârsta de 83 de ani. Ea s-a prăbușit în grădinile de la Herrenhausen după ce a căutat grăbită un adăpost de ploaie. George era acum urmașul direct al reginei Anne. Regina a suferit un accident vascular cerebral, care a lăsat-o în imposibilitatea de a vorbi, și a murit la 1 august 1714. George a fost proclamat rege al Marii Britanii și Irlandei.
În parte din cauza vânturilor neprielnice care l-au ținut la Haga, el n- ajuns în Marea Britanie până la 18 septembrie. George a fost încoronat la Westminster Abbey la 20 octombrie. Încoronarea lui a fost însoțită de revolte în peste douăzeci de orașe din Anglia.
În momentul urcării sale pe tron, regele George era trecut de cincizeci de ani, nu cunoștea limba engleză și nici legile Angliei. Din această cauză se naște o nouă formă de guvernământ: consiliul de cabinet, alcătuit dintr-un grup de consilieri particulari și miniștri, un cabinet răspunzător în fața Camerei Comunelor. Sir Robert Walpole a prezidat acest Consiliu timp de douăzeci de ani. George I a folosit ca limbi de comunicare cu miniștrii săi germana și franceza.
În principal George a trăit în Marea Britanie după 1714 deși el și-a vizitat casa din Hanovra în 1716, 1719, 1720, 1723 și 1725. În total George a petrecut în jur de o cincime din domnia sa ca rege în Germania. O clauză a "Act of Settlement" care interzicea ca monarhul britanic să părăsească țara fără permisiunea parlamentului a fost abrogat în mod unanim în 1716. În timpul absențelor regelui puterea era trecută Consiliului de regență mai degrabă decât fiului său, George Augustus, Prinț de Wales.
În vara anului 1727, George I a murit de apoplexie.

## Descendenți
Cu soția sa Sophia Dorothea de Celle a avut doi copii:
- George II (1683-1760), rege al Marii Britanii
- Sofia Dorothea de Hanovra (1687-1757), regină a Prusiei

George I a mai avut trei copii nelegitimi cu metresa sa, Melusine von der Schulenburg
- Anna Luise Sophie von der Schulenburg, Contesă de Dölitz (1692–1773), s-a căsătorit cu Ernest August Philipp von dem Bussche zu Ippenburg.
- Petronilla Melusina von der Schulenburg, Contesă de Walsingham (1693–1778), s-a căsătorit cu Philip Stanhope, Conte de Chesterfield.
- Margaret Gertrude von der Schulenburg, Contesă de Oeynhausen (1701–1726), s-a căsătorit cu Albrecht Wolfgang, Conte de Schaumburg-Lippe.

## Titluri, onoruri și arme
|                                                                 |
| Stema de arme ca George I Elector-Desemnat de Hanovra 1689–1708 |

|                                                        |
| Stema de arme ca George I Elector de Hanovra 1708–1714 |

| See adjacent text                                          |
| Stema de arme ca George I rege al Marii Britanii 1714–1727 |